# Puriscal (tổng)
Puriscal là một tổng ở tỉnh San José thuộc Costa Rica. Tổng này có diện tích 553,66 km², và dân số là 31.202 người. Thủ phủ của tổng này là Santiago.
Sông Río Chucás làm ranh giới phía phía bắc của tổng, còn sông Chires đánh dấu ranh giới phía nam với tỉnh Puntarenas. Lãnh thổ tổng bao gồm một phần lớn dãy núi duyên hải.
Chỉ có 18% dân số tổng này sống ở đô thị, trong đó có 20,2% dân số dưới 10 tuổi và 7,4% dân số dưới 65 tuổi. 
Tổng được lập theo sắc lệnh ngày 7 tháng 8 năm 1868.
Tổng Puriscal được chia thành 9 huyện.
1. Santiago
2. Mercedes Sur
3. Barbacoas
4. Grifo Alto
5. San Rafael
6. Candelarita
7. Desamparaditos
8. San Antonio
9. Chires